# 終電車 (曲)
『終電車』（しゅうでんしゃ）は、2005年11月30日に発売された桂銀淑の24枚目のシングルである。発売元は東芝EMI。

## 解説
- 借金トラブル等を解消し、本格的に歌手活動を再開した桂が、東芝EMI在籍時の自身のヒット曲を歌い直したセルフカバー・アルバム『桂銀淑2006 NEW BEST』（2006年2月22日発売）を制作。本作は同アルバムからの先行シングルカットである。
- 2001年の「あなたのそばに」以来の新曲発売となったが、本シングルに収録の2曲共新作ではなく、「終電車」は1993年発売のオリジナル・アルバム『アモーレ 〜はげしく愛して〜』、「ワイングラス」は1991年発売のオリジナル・アルバム『東京HOLD ME TIGHT』収録曲であった。前述のセルフカバー・アルバム制作時に、アレンジ・歌唱を新たにしている。
- 2曲とも元々はシングル曲でないながらも、コンサートではよく歌われている楽曲である。

## 収録曲
1. 終電車
  - 作詞: 阿久悠、作曲: 浜圭介、編曲: 若草恵
2. ワイングラス
  - 作詞: 大津あきら、作曲: 浜圭介、編曲: 若草恵